# Julie Greenwald
Julie Greenwald (New York, 1970) è una produttrice discografica statunitense.

## Biografia
Di origini ebree, Julia Greenwald si è laureata all'Università Tulane nel 1992. Ha avviato la sua carriera nell'industria musicale come produttrice esecutiva per la Def Jam Recordings nel 1992, per poi diventare Presidente della Island Def Jam Music Group The Island Def Jam Music Group nel 2002.
Dal 2006 è chairwoman e direttrice operativa di Atlantic Records: per questa etichetta, ha lanciato artisti quali Bruno Mars, Ed Sheeran e Cardi B. È stata riconosciuta in occasione della cerimonia annuale Billboard Women in Music nel 2015, 2016 e 2017.